# Henri van Groenendael
Henricus Antonius Godefridus (Henri) van Groenendael (Nunhem (Lb.), 21 augustus 1874 - Brussel (België), 22 mei 1944) was een Nederlands politicus.
Hij was een in Midden-Limburg geboren katholiek Tweede Kamerlid dat in 1919 uit zijn fractie werd gezet, vanwege zijn sympathie voor de afscheidingsbeweging in Limburg. Voor hij Kamerlid werd was hij griffier van de Staten van Overijssel. Hij volgde in 1916 in het district Weert Victor de Stuers op. Nam in 1922 zonder succes met een eigen lijst deel aan de verkiezingen.
Van Groenendael was de zesde zoon van een aannemer en de jongste broer van de architecten Jean van Groenendael, Jacques van Groenendael en Hubert van Groenendael.
- Biografisch Portaal: 80013136
- International Standard Name Identifier: 0000 0003 8864 6182
- Nederlandse Thesaurus van Auteursnamen: 074724428
- Parlement.com: vg09ll18bmv9
- Virtual International Authority File: 281842901
- WorldCat: E39PBJgX9jcGRfyVgHKHVwvWDq